# کووکی
کووکی (به لهستانی:  Kołki) یک روستا در لهستان است که در گمینا خوشچنو واقع شده‌است.
 کووکی  ۴۲۰ نفر جمعیت دارد و ۸۵ متر بالاتر از سطح دریا واقع شده‌است.